# Alleanza greco-serba (1913)
L'alleanza greco-serba del 1913 fu firmata a Salonicco il 1º giugno 1913, all'indomani della prima guerra balcanica, quando entrambi i paesi volevano preservare dall'espansionismo bulgaro i loro guadagni territoriali in Macedonia. Il trattato costituì la pietra angolare delle relazioni greco-serbe per un decennio, rimanendo in vigore durante la prima guerra mondiale fino al 1924.

## Contesto
Durante la prima guerra balcanica, entrambi gli eserciti greco e serbo conclusero le loro operazioni in Macedonia entro la fine del 1912, mentre l'esercito bulgaro era diretto principalmente verso la Tracia. Di conseguenza, il primo riuscì a prendere il controllo della maggior parte della Macedonia, compresa la sua città più grande, Salonicco, che fu occupata dall'esercito greco all'inizio di novembre. La Bulgaria, tuttavia, pretendeva la maggior parte della Macedonia per sé, facendo affidamento sul ruolo cruciale che il suo esercito aveva svolto nell'affrontare il grosso dell'esercito ottomano nella prima guerra balcanica, nonché sugli accordi prebellici con la Serbia riguardo alle reciproche rivendicazioni territoriali nel nord della Macedonia. Sia la Grecia, che non aveva firmato alcun accordo sulla spartizione territoriale, sia la Serbia, che nella Conferenza di Londra del 1912-1913 fu costretta dalle Grandi Potenze a cedere le sue conquiste in Albania in favore del neocostituito Principato albanese, si opposero alle rivendicazioni bulgare e insistettero su una divisione del territorio uti possidetis.

## Trattative e firma dell'alleanza
Il 9 marzo 1913, il ministro degli Esteri greco Lambros Koromilas incaricò l'ambasciatore greco a Belgrado di sondare il governo serbo in vista di un trattato di alleanza bilaterale. Le discussioni preliminari portarono rapidamente i suoi frutti e il 5 maggio Koromilas e l'ambasciatore serbo ad Atene firmarono il primo protocollo, in cui entrambe le parti si impegnavano a sostenersi reciprocamente contro Bulgaria nel caso in cui quest'ultima si fosse rifiutata di riconoscere lo status quo territoriale. Il protocollo includeva anche un accordo commerciale di 50 anni che consentiva l'utilizzo di Salonicco da parte delle aziende serbe. Questo protocollo fu poi seguito da una convenzione militare firmata il 13 maggio a Salonicco. Il governo serbo, tuttavia, si rifiutò di ratificare quest'ultimo, insistendo affinché la Grecia assumesse il precedente impegno bulgaro di fornire 200.000 truppe in caso di attacco austriaco. Il governo greco fu inizialmente riluttante ad accettare tale richiesta, ma a seguito degli scontri tra le truppe greche e bulgare tra la linea di demarcazione reciproca a Nigrita e il monte Pangaion, nonché dall'opinione del primo ministro Eleftherios Venizelos convinto che una guerra austro-serba avrebbe presto attirato le altre Grandi Potenze nella mischia, concordò.

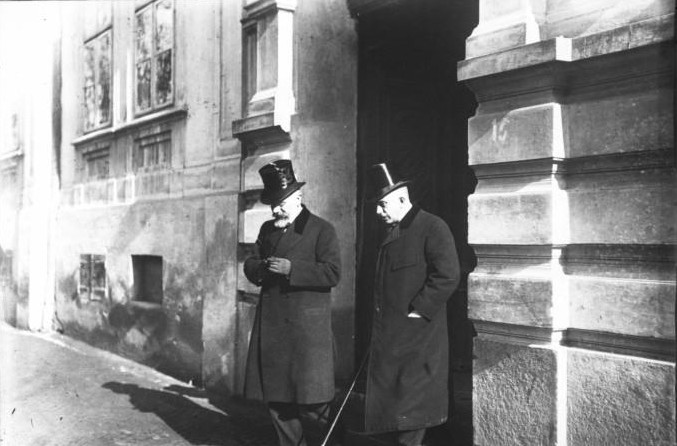
Venizelos e l'ambasciatore greco in Serbia, I. Alexandropoulos, lasciano il ministero degli Esteri serbo

Il Trattato finale di pace, amicizia e protezione reciproca fu firmato a Salonicco il 1º giugno 1913 dall'ambasciatore greco a Belgrado, Ioannis Alexandropoulos, e dall'ambasciatore serbo ad Atene, Mateja Bošković. L'articolo 1 garantiva reciprocamente i possedimenti territoriali dei firmatari, concludeva un'alleanza difensiva e precludeva a ciascun governo la conclusione unilaterale di un trattato di pace. L'articolo 2 impegnava i due stati a un fronte comune al tavolo dei negoziati contro la Bulgaria. L'articolo 3 delineava il confine greco-serbo (attualmente corrispondente al confine tra Grecia e la Repubblica di Macedonia del Nord) in base alla linea di demarcazione tra i rispettivi eserciti. Gli articoli 4 e 5 stabilivano le rivendicazioni territoriali di ciascun paese sul territorio controllato dalla Bulgaria (la linea Gevgelija - fiume Vardar - Bregalnica - Osogovska Planina per i serbi e Belasica - Golfo di Eleftheres per i greci), impegnandoli a cercare la mediazione internazionale e ad affrontare l'aggressione armata bulgara nei confronti delle due parti firmatarie con tutte le forze disponibili. La relativa convenzione militare obbligava ogni paese a venire in aiuto dell'altro con tutte le forze disponibili o se fossero stati attaccati da una terza potenza. Nel caso in cui uno dei firmatari avesse dichiarato guerra per primo, l'altro paese avrebbe mantenuto una neutralità favorevole e avrebbe condotto una mobilitazione parziale (40.000 uomini per la Grecia e 50.000 per la Serbia). La firma dell'alleanza greco-serba segnò la fine della Lega balcanica. Il 30 giugno, le truppe bulgare attaccarono le linee greche e serbe, dando inizio alla seconda guerra balcanica.

## Impatto e conseguenze
L'alleanza svolse un ruolo importante nella prima guerra mondiale, quando la Serbia fu attaccata dall'Austria. Venizelos mobilitò l'esercito greco, ma incontrò il rifiuto del re germanofilo Costantino I di entrare in guerra a fianco delle potenze dell'Intesa. Nel tentativo di forzare la mano del re, a metà del 1915 Venizelos permise a una forza franco-britannica di sbarcare a Salonicco per aiutare i serbi, stabilendo il fronte di Salonicco. La crisi tra il primo ministro e il re sulla questione della partecipazione del paese alla guerra portò allo Scisma Nazionale, che afflisse la vita politica greca fino agli anni '30. Il Trattato di Alleanza fu infine unilateralmente annullato dal nuovo Regno dei Serbi, Croati e Sloveni nel 1924, come reazione al controverso Protocollo greco-bulgaro Politis-Kalfov sulle minoranze.